# Комсомольський (Топчихинський район)
Комсомо́льський (рос. Комсомольский) — селище у складі Топчихинського району Алтайського краю, Росія. Входить до складу Парфьоновської сільської ради.

## Населення
Населення — 105 осіб (2010; 145 у 2002).
Національний склад (станом на 2002 рік):
- росіяни — 69 %